# Laliostoma labrosum
Laliostoma labrosum is een kikker uit de familie gouden kikkers (Mantellidae). De soort werd voor het eerst wetenschappelijk beschreven door Edward Drinker Cope in 1868. Oorspronkelijk werd de wetenschappelijke naam Tomopterna labrosa gebruikt. Het is de enige soort uit het geslacht Laliostoma.

## Uiterlijke kenmerken
De mannetjes bereiken een lichaamslengte van 42 tot 48 millimeter, vrouwtjes worden groter en bereiken een lengte tot 64 mm. Er zijn echter ook grotere exemplaren bekend tot 80 mm. De lichaamskleur is grijsbruin met een lichtere tekening. De voorpoten dragen geen zwemvliezen, aan de achterpoten zijn deze wel aanwezig. Hechtschijfjes aan de vingers en tenen ontbreken.

## Verspreiding en habitat
De kikker komt voor in Afrika en leeft endemisch in Madagaskar, beneden 800 meter boven zeeniveau. De habitat bestaat uit drogere delen, zoals open terreinen, savannes, begroeide halfwoestijnen maar ook in gecultiveerde gebieden als rijstvelden en agrarische gebieden zijn een geschikt leefgebied. Laliostoma labrosum wordt veel aangetroffen op zandgronden.
De soort staat bekend als zeer algemeen, maar leidt buiten de paartijd een verscholen levenswijze en graaft holen in de grond. Tijdens de paartijd planten de kikkers zich massaal voort in tijdelijke poelen.